# Чернушка Пандроза
Чернушка Пандроза или чернушка пандроса (лат. Erebia pandrose) — дневная бабочка из семейства бархатниц, вид рода Erebia.

## Этимология латинского названия
Пандроза (греческая мифология) — одна из трёх дочерей Кекропа, которым Афина дала ларец с младенцем Эрихтонием на хранение.

## Описание
Длина переднего крыла 18—22 мм. Размах крыльев 30—38 мм. Крылья сверху коричневые, на внешнем поле передних крыльев слитные кирпичные пятна, на которых расположены четыре чёрные точки, задние крылья одноцветные. Снизу передние крылья каштановые, только края серые, а чёрные точки в светлых ободках, задние — серо-пёстрые, с двумя извилистыми коричневыми поперечными линиями.

### Подвиды
- Erebia pandrose yernikensis (Korshunov, 1995). Приводится для Сибири.

## Ареал
Пиренеи, Альпы, Апеннины, горы Словении, Боснии и Герцеговины, Сербии и Северной Македонии, Карпаты, Рила, тундры и горы Фенноскандии, тундра Кольского полуострова и Архангельской области, Алтай, Саяны, Монголия.
Вид распространён на севере в тундрах и лесотундрах северной части Скандинавского и Кольского полуостровов (от полуострова Рыбачий к востоку до окрестностей Харловки, материковой части напротив архипелага Семи островов. Далее ареал проходит южнее Мурманска, где вид становится более многочислен. Обитает в том числе — в Хибинах, встречается к югу вплоть до Кандалакши, на юго-восток до Кашкаранцев. Достоверные восточные находки в европейской тундре известны на полуострове Канин и острове Колгуев. Горная часть ареала в Восточной Европе расположена в Татрах, а также в румынских Карпатах. Приводился для южной части украинских Карпат (Буковинские Карпаты, верховье рек Сучава и Серет), но эти данные требуют подтверждения — возможны ошибки при определении вида.

## Местообитание
На севере населяет горные или равнинные каменистые тундры. В Хибинах встречается преимущественно в мохово-кустарничковым, внезональным тундрах, а также в ерниковых тундрах с преобладанием карликовой березы (Betula nana), реже — среди криволесья из березы извилистой, на высотах 450—500 м над ур. м. На севере Кольского полуострова единично встречается в открытых заболоченных мохово-лишайниковых тундрах с пушициево-кустарничковыми понижениями. В Карпатах заселяет поросшие злаками склоны выше верхней границы леса.
В Северной Азии встречается в горных тундрах, на альпийских лужайках, среди каменистых осыпей и скальных обнажений, на высотах до 1800—2900 м над уровнем моря.

## Биология
На севере ареала имеет место двухгодичная генерация. Лёт бабочек наблюдается с конца июня по конец июля. По наблюдением в Мурманской области, в нечетные годы бабочки летают с начала июля по начало августа, и максимальная численность особей наблюдается в середине июля, тогда как в четные годы имаго летают с конца июня по середину июля. Однако такая динамика в некоторые годы заметно корректируется погодными особенностями. Медленно летают над растительностью, в облачную погоду не активные, обычно сидят на мхе или среди камней. Бабочки часто держатся влажных участков, питаются на цветущих лютиках (Ranunculus), дриаде (Dryas).

## Жизненный цикл
Яйца круглые, соломенно-жёлтые, со многими продольными рёбрышками, 1,3—1,5 мм в диаметре, с тёмной микропилярной зоной. Только что отложенные яйца покрыты разреженными темными чешуйками с тела самки. Продолжительность стадии яйца — 7—8 дней.
Вылупившиеся гусеницы бледного болотно-зелёного цвета, с жёлто-коричневой головой, глаза и ротовые органы тёмные. Спустя неделю гусеницы темнеют, становятся матово-зелёной окраски, которая сбоку — светлее, с тёмной спинной полосой и чёрной прерывистой боковой линией, в коротких волосках. На последнем сегменте имеются острия, голова красно-коричневого цвета. Голова жёлто-коричневая, округлая, заметно крупнее всех сегментов. Гусеницы питаются до середины августа, после чего уходят на зимовку.
Куколка зеленоватая или охристая, с коричневыми брюшными сегментами и полосатыми крыловыми зачатками.
Кормовые растения гусеницы — овсяницы и мятлики, овсяница горная (Festuca alpina), сеслерия голубая, сеслерия пестрая (Sesleria varia).